# Frank Gábor
Frank Gábor (1908 – 1944 k.) magyar gépészmérnök, a röntgen rétegvizsgálat feltalálója.

## Élete
A Zrínyi Miklós Reálgimnáziumban érettségizett jeles eredménnyel (1926). Középiskolai évei alatt tagja volt az iskola Természettudományi és Matematikai Szakosztályának. 1931-ben a Királyi József Műegyetemen gépészmérnöki oklevelet szerzett. Ezután a Tungsram Kutatólaboratórium munkatársa volt, majd a Philips egyik magyarországi leányvállalatának kutatólaboratóriumában vállalt állást. Jelentős eredményeket ért el az elektroncsövek oxidkatódjának fejlesztésében. 1938-ban elsőként javasolta a rétegfelvétel ama módszere, mely elv alapján a mai CT-berendezések (komputertomográf-berendezések) is működnek.
Frank Gábor a harmincas években – mivel még nem állt rendelkezésére számítógép –, ezért nem digitális, hanem analóg, fototechnikai eljárással rögzítette az adatokat. Találmányára 1938. június 28-án szabadalmat nyújtott be, melyet 1940-ben a német, 1941-ben pedig a magyar szabadalmi hivataltól megkapott.
További kísérleteit csak 1944-ig folytathatta, mert munkaszolgálatra vitték, ahonnan sohasem tért vissza. Halálának körülményeiről nincsenek információk, még a helyszínét és az időpontját sem ismerjük.
1940. április 15-én házasságot kötött Trattner Lillával, Trattner Albin ügyvéd és Bárdosi Paula lányával.

## Találmányának utóélete
Zseniális találmánya hosszú időre feledésbe merült. Három évtizeddel később dr. Jensen dolgozta ki újból a rétegröntgen-vizsgálási eljárást, amely már számítógépes adatfeldolgozásra épült. 1979-ben Godfrey Hounsfield és Allan McLeod Cormack megosztva kapták a Nobel-díjat a számítógépes rétegröntgen kifejlesztéséért.